# 2016 у літературі

## Події
- Нобелівську премію з літератури отримав американський співак, композитор, поет і гітарист Боб Ділан.

## Річниці
- 6 січня — 60 років від дня народження українського письменника, літературознавця, редактора, науковця Петра Сороки (нар. 1956);
- 24 січня — 75 років від дня народження українського літературознавця, письменника, перекладача, науковця Юрія Покальчука (1941–2008);
- 4 травня — 60 років від дня народження української письменниці, драматурга Лесі Білик (нар. 1956);
- 18 червня — 80 років від дня народження українського письменника, публіциста, педагога, журналіста «Тернополя вечірнього» Арсена Паламара (нар. 1936);
- 20 липня — 80 років від дня народження українського поета Бориса Демківа (1936–2001);
- 13 вересня — 85 років від дня народження українського письменника Бориса Харчука (1931–1988);
- 24 вересня — 60 років від дня народження українського журналіста, письменника, громадського діяча Василя Тракала (нар. 1956);
- 9 жовтня — 130 років від дня народження української дитячої письменниці Іванни Блажкевич (1886–1977);
- 12 грудня — 75 років від дня народження українського письменника, журналіста, громадського діяча Бориса Хижняка (1941–2008).
- 17 грудня — 100 років від дня народження українського журналіста, редактора, письменника Миколи Костенка (1916–1976).

## Померли
- 17 вересня — Іваничук Роман Іванович, український письменник, громадський діяч (народився у 1929).
- 22 жовтня — Шері С. Теппер, американська письменниця у жанрі фантастики (народилася у 1929).
- 31 жовтня — Наталі Беббітт, американська письменниця й ілюстраторка дитячих книжок.
- 24 листопада — Майкл Аббенсеттс, британський письменник гаянського походження (народилася у 1938).